# Кулеши (Сморгонский район)
Кулеши́ (бел. Куляшы́) — деревня в Сморгонском районе Гродненской области Белоруссии. Входит в состав Вишневского сельсовета, до 2016 года входила в состав Войстомского сельсовета.
Расположена в восточной части района. Расстояние до районного центра Сморгонь по автодороге — около 12,5 км, до центра сельсовета агрогородка Войстом по прямой — чуть менее 8 км. Ближайшие населённые пункты — Мицкевичи, Острово, Укропенка. Площадь занимаемой территории составляет 0,2522 км², протяжённость границ 6960 м.

## История
Деревня отмечена на карте Шуберта (середина XIX века) в составе Войстомской волости Свенцянского уезда Виленской губернии. В 1865 году Кулеши насчитывали 18 дворов и 180 жителей, в их числе 115 православных и 51 католик.
После Советско-польской войны, завершившейся Рижским договором, в 1921 году Западная Белоруссия отошла к Польской Республике и деревня была включена в состав новообразованной сельской гмины Войстом Свенцянского повета Виленского воеводства. 1 января 1926 года гмина Войстом была переведена в состав Вилейского повета.
В 1938 году Кулеши насчитывали 58 дымов (дворов) и 294 души.
В 1939 году, согласно секретному протоколу, заключённому между СССР и Германией, Западная Белоруссия оказалась в сфере интересов советского государства и её территорию заняли войска Красной армии. Деревня вошла в состав новообразованного Сморгонского района Вилейской области БССР. После реорганизации административного-территориального деления БССР деревня была включена в состав новой Молодечненской области в 1944 году. В 1960 году, ввиду новой организации административно-территориального деления и упразднения Молодечненской области, Кулеши вошли в состав Гродненской области.

## Население
| 1865 | 1938 | 1999 | 2009 |
| ---- | ---- | ---- | ---- |
| 180  | 294  | 61   | 23   |

## Транспорт
Через деревню проходит автомобильная дорога республиканского значения Р63 Борисов — Вилейка — Ошмяны.
Через Кулеши проходят регулярные автобусные маршруты:
- Сморгонь — Вилейка
- Сморгонь — Вишнево
- Сморгонь — Войстом
- Сморгонь — Мицкевичи
- Сморгонь — Ордея
- Сморгонь — Свайгини

## Достопримечательности
К юго-западу от Кулешей располагается территория биологического заказника «Мицкевичский».